# Vickers Vulcan
Die Vickers Vulcan war ein als Doppeldecker ausgelegtes einmotoriges Verkehrsflugzeug des britischen Herstellers Vickers Limited aus den 1920er Jahren. Es bot Platz für einen Piloten und acht Passagiere. Aufgrund der plumpen Form und der schlechten Flugeigenschaften erhielt es den Spitznamen Flying Pig („fliegendes Schwein“).

## Geschichte
Die Vickers Vulcan entstand nach Plänen des Konstrukteurs Reginald Kirshaw Pierson. Das Flugzeug war eine Weiterentwicklung der zweimotorigen Vimy Commercial. Der Rumpf wurde komplett neu entworfen, der Antrieb auf einen einzelnen Rolls-Royce Eagle VIII umgestellt. Da die Vulcan schwerer war als von den Konstrukteuren berechnet, erwies sich der Motor als zu schwach. Er wurde bei den letzten beiden Maschinen durch einen Napier Lion ersetzt.
Der Prototyp absolvierte seinen Erstflug im Mai 1922. Die ersten Maschinen wurden ab August 1922 an die Instone Air Line ausgeliefert, weitere Flugzeuge gingen an deren Nachfolgegesellschaft Imperial Airways. Die australische Fluggesellschaft Qantas verweigerte die Abnahme von zwei bestellten Flugzeugen, nachdem die erste gelieferte Maschine die vertraglich zugesicherte Flugleistung nicht erbrachte.
Insgesamt entstanden bis 1925 acht Maschinen. Die meisten erlebten nur eine kurze Dienstzeit. Das letzte im Einsatz befindliche Flugzeug stürzte im Juli 1928 ab.

## Versionen
Type 61ursprüngliches Serienmodell mit V12-Motor Rolls-Royce Eagle VIII, 5 gebaut
Type 63Frachtversion der Type 61, 1 gebaut
Type 74Version mit Y-Motor Napier Lion, 2 gebaut
Geplante, aber nicht mehr gebaute Varianten:
Type 68Version für den Einsatz in den Kolonien
Type 86Ganzmetallausführung

## Nutzer
- Australien
  - Qantas
- Vereinigtes Königreich
  - Imperial Airways
  - Instone Air Line

## Einsatz
1. G-EBBL „City of Antwerp“; Type 61 – Prototyp, Erstflug April 1922, ausgeliefert an Instone Air Line im Juni 1922, später Imperial Airways, Mai 1924 verschrottet
2. G-EBDH; Type 61 – Juli 1922 ausgeliefert an Instone Air Line, nach Unfall 1922 zurück an Vickers, 1923 abgestellt
3. G-EBEA „City of Brussels“; Type 61 – Juli 1922 ausgeliefert an Instone Air Line, an Vickers zurückgegeben und 1923 abgestellt
4. G-EBEK; Type 63 – November 1922 an das Luftfahrtministerium abgeliefert, zunächst Frachtversion mit Eagle IX-Motoren, 1925 für Imperial Airways zum Passagierflugzeug umgebaut, 1926 verschrottet.
5. G-EBEM; Type 61 – September 1922 ausgeliefert an das Unterhausmitglied Douglas Vickers, siebter Platz beim King’s Cup Air Race September 1922, Mai 1926 vor der italienischen Küste verschollen
6. G-EBES; Type 61 – vorgesehen für Qantas, nicht fertiggestellt
7. G-EBET; Type 61 – November 1922 ausgeliefert an Qantas, zurückgegeben, weiterer Verbleib unbekannt
8. G-EBFC; Type 74 – Januar 1923 an Douglas Vickers ausgeliefert, erfolglose Teilnahme am King’s Cup Race 1923, Januar 1925 an Imperial Airways verkauft, Januar 1925 abgestellt, 1927 verschrottet
9. G-EBLB; Type 74 – Mai 1925 ausgeliefert an Imperial Airways, 13. Juli 1928 bei Purley abgestürzt. Danach wurde mit der Vulcan kein Passagiertransport mehr durchgeführt.

## Technische Daten (Vulcan Type 74)

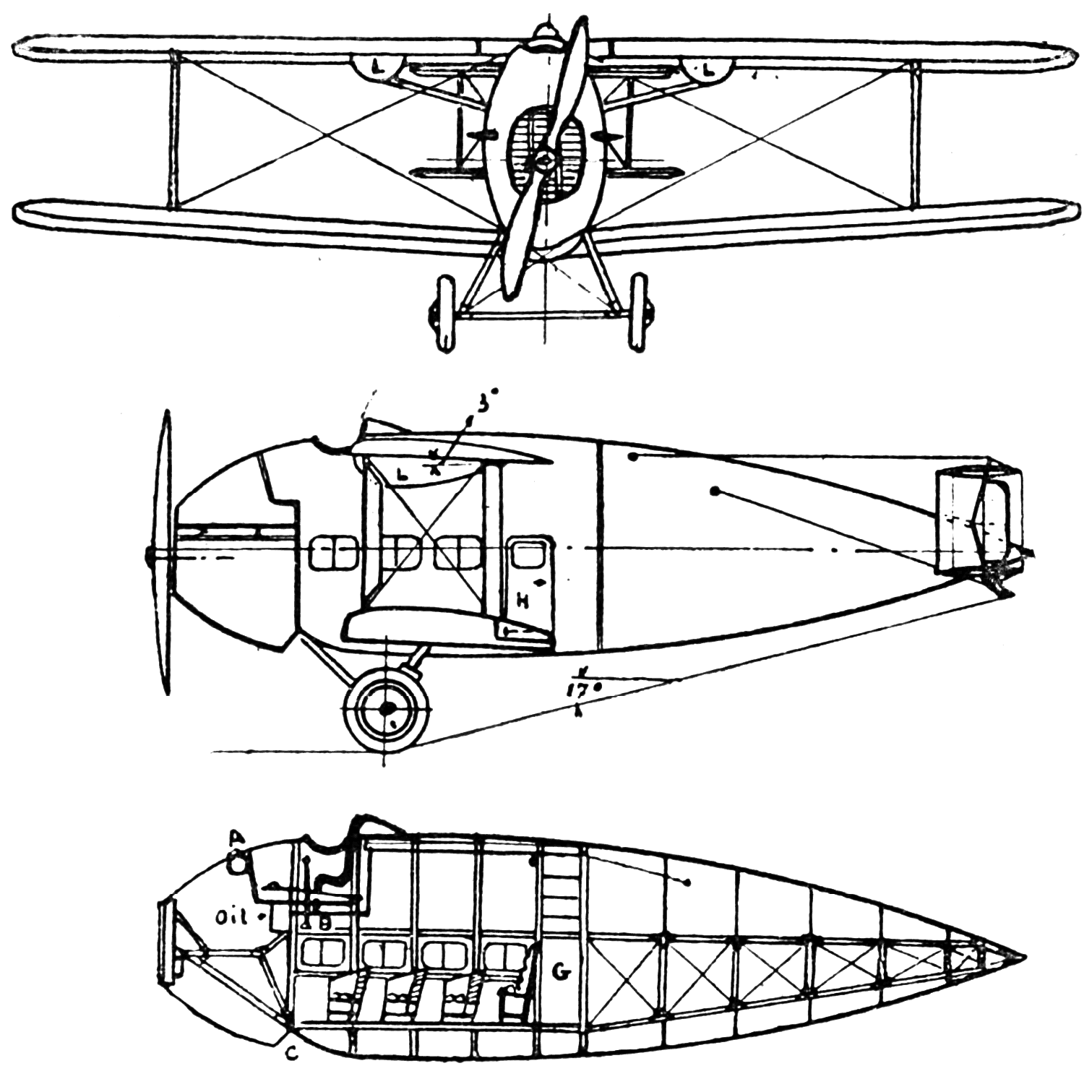
Zweiseitenansicht

| Kenngröße             | Daten                                                   |
| --------------------- | ------------------------------------------------------- |
| Besatzung             | 1                                                       |
| Passagiere            | 6–8                                                     |
| Länge                 | 11,58 m                                                 |
| Spannweite            | 14,94 m                                                 |
| Höhe                  | 4,34 m                                                  |
| Startmasse            | 3060 kg                                                 |
| Höchstgeschwindigkeit | 180 km/h                                                |
| Dienstgipfelhöhe      | 3200 m                                                  |
| Reichweite            | 690 km                                                  |
| Triebwerk             | ein 12-Zylinder-Y-Motor Napier Lion mit 336 kW (457 PS) |

## Vergleichbare Flugzeugtypen
- Airco DH.18
- De Havilland DH.34